# Hendes Ungdomsforelskelse
Hendes Ungdomsforelskelse er en dansk stumfilm fra 1916, der er instrueret af Martinius Nielsen efter manuskript af Sven Lange.

## Handling
Denne artikel mangler et handlingsreferat. Hjælp os med at skrive det.

## Medvirkende
- Aage Hertel - Den ægyptiske fyrste
- Carl Lauritzen - Paul Billford, ejer af Billfordhouse
- Kiss Andersen - Den ægyptiske danserinde
- Ebba Thomsen - Clara, Billfords hustru
- Alma Hinding - Ellinor, Billfords datter af 1. ægteskab
- Olaf Fønss - James Geary, arkæolog
- Peter Jørgensen - Joe, gammel tjener
- Ebba Lorentzen
- Ingeborg Spangsfeldt